# 銀鰭麗鰻
銀鰭麗鰻為輻鰭魚綱鰻鱺目糯鰻亞目蛇鰻科的其中一種，分布於東大西洋區，從塞內加爾至象牙海岸海域，棲息深度可達45公尺，體長可達73公分，棲息在沿岸沙泥底質海域，為底棲性魚類，會將身體埋藏於沙泥中，屬肉食性。

## 擴展閱讀
維基物種上的相關：銀鰭麗鰻